# ساندرزتاون (رود آیلند)
ساندرزتاون (به انگلیسی: Saunderstown) یک منطقهٔ مسکونی در ایالات متحده آمریکا است که در رود آیلند واقع شده‌است.